# Флатбертах мак Лоингсиг

Ирландия в VIII — первой трети IX века

Флатбертах мак Лоингсиг (др.‑ирл. Flaithbertach mac Loingsig; умер в 765, Арма) — король Кенел Конайлл (будущего Тирконнелла; 710—734) и верховный король Ирландии (728—734).

## Биография

### Король Кенел Конайлл
Флатбертах был сыном верховного короля Ирландии Лоингсеха мак Энгуссо, погибшего 12 июня 704 года в сражении с коннахтцами. Согласно трактату XII века «Banshenchas» («О известных женщинах») и «Истории Ирландии» автора XVII века Джеффри Китинга, матерью Флатбертаха была Муйренн, дочь короля Лейнстера Келлаха Куаланна. В то же время в ирландских анналах эта женщина называется супругой короля Бреги Иргалаха мак Конайнга Куйрре из рода Сил Аэдо Слане. Возможно, сведения этих исторических источников верны, и Муйренн инген Келлайг была замужем дважды: сначала за королём Иргалахом, затем за королём Лоингсехом.
Флатбертах мак Лоингсиг получил власть над Кенел Конайлл после смерти своего двоюродного дяди Конгала Кеннмагайра, умершего в 710 году.

### Верховный король Ирландии
В 728 году Флатбертах мак Лоингсиг одержал в сражении при Друим Коркайн победу над верховным королём Ирландии Кинаэдом мак Иргалайгом из рода Сил Аэдо Слане. Кинаэд пал на поле боя, после чего титул верховного короля перешёл к Флатбертаху, наиболее влиятельному правителю из числа Северных Уи Нейллов. Средневековый трактат «Laud Synchronisms» сообщает о девяти годах владения Флатбертахом этим титулом, в то время как в списке верховных королей, сохранившемся в «Лейнстерской книге», он наделяется только семью годами правления.
Бо́льшая часть правления Флатбертаха мак Лоингсига прошла в борьбе с королём Айлеха Аэдом Алланом из рода Кенел Эогайн. Вероятно, конфликт был вызван борьбой Флатбертаха и Аэда за главенствующее положение среди Северных Уи Нейллов. Основной целью набегов айлехцев были расположенные в долине реки Финн земли суб-королевства Маг Ита — важнейшего звена для связи между северными и южными территориями, подчинявшимися Кенел Конайлл.
В 727 году, ещё до получения титула верховного короля, Флатбертах мак Лоингсиг сражался с айлехцами при Друим Форнохте. В 730-х годах ирландские анналы сообщают о целой череде войн между правителями Кенел Конайлл и Айлеха: в 732 году Флатбертах был разбит Аэдом Алланом в сражении, в котором погиб племянник верховного короля Фланн Гохан мак Конгайл, а в 733 году в битве в Маг Ита погиб ещё один племянник Флатбертаха, Конайнг мак Конгайл. Для организации отпора нападениям Аэда Аллана король Флатбертах в 733 году заключил союз с правителем Дал Риады.
Получив от нового союзника корабли, в 734 году Флатбертах мак Лоингсиг попытался совершить нападение на прибрежные земли Айлеха. Однако в решающем морском сражении вблизи устья реки Бойн флот короля Аэда Аллана разбил флот верховного короля и его союзников из Дал Риады. По свидетельству «Анналов четырёх мастеров», против флота верховного короля сражались не только айлехцы, но и их союзники из Ульстера и кианнахты из Гленн Геймина.
Вероятно, вскоре после этого поражения Флатбертах мак Лоингсиг был вынужден отказаться от престола. Он удалился в аббатство Арма, стал здесь клириком и скончался в этой обители в 765 году. После этого титул верховного короля перешёл к Аэду Аллану. В результате этих событий территория королевства Айлех была расширена и в неё были включены земли суб-королевства Маг Ита. Также и все другие айргиалльские племена, ранее подчинявшиеся Кенел Конайлл, перешли под власть правителя Айлеха. Эти завоевания нанесли настолько серьёзный урон королевству Кенел Конайлл, что его короли утратили статус наиболее влиятельных правителей северной части Ирландии. После Флатбертаха ни один из представителей рода Кенел Конайлл больше не обладал титулом верховного короля Ирландии. С этого времени сильнейшим королевством в этой части острова стал Айлех.

### Семья
Сыновьями Флатбертах мак Лоингсига были Аэд Муйндерг (умер в 747 году), называемый в анналах «королём Севера», Лоингсех мак Флатбертайг (умер в 754 году) и Мурхад мак Флатбертайг (умер в 767 году). Все они один за другим владели престолом Кенел Конайлл после отречения своего отца. Дочь Флатбертаха, Дунлайт (умерла в 798 году), была супругой верховного короля Ирландии Ниалла Фроссаха.